# Kathryn Woolard
Kathryn Ann Woolard (Wellsville, Nueva York, 1950) es doctora en antropología lingüística por la Universidad de California en Berkeley, y profesora de Antropología de la Universidad de California en San Diego. Es especialista  en antropología lingüística. Trabaja especialmente en el estudio de las ideologías lingüísticas, y ha hecho diversos trabajos sociolingüísticos sobre Cataluña, desde la época de la transición hasta hoy.

## Trayectoria profesional
Las investigaciones de Woolard se centran en la antropología lingüística, el lenguaje y la etnia, el bilingüismo, la ideología del lenguaje y el discurso político en Cataluña, España y Estados Unidos.
Estudia las relaciones sociales y los usos lingüísticos, desde una perspectiva antropológica, en cuanto que la lengua es un instrumento de comunicación, una acción social, y una manera de entender el mundo. Desde este punto de vista, su visión debe enmarcarse dentro de la corriente de la sociolingüística crítica, puesto que integra en su modelo la teoría sociolingüística y la teoría social. Es decir, se interesa por las ideas que las personas y los grupos tienen sobre las lenguas y sobre las prácticas lingüísticas, como expresiones de los diferentes sectores de la sociedad y de determinadas formas de organización política. Otros sociolingüistas que se poden enmarcar en la sociolingüística crítica son Pierre Bourdieu y Mikhail Bakhtin.
Desde el campo de estudio de las ideologías lingüísticas, la antropóloga lingüística K. Woolard teoriza sobre cómo se legitima la lengua de los miembros de una comunidad. Según este campo de estudio, en el mundo moderno occidental se encuentran dos sistemas ideológicos que sostienen la autoridad lingüística: el anonimato y la autenticidad. Cada una de ellas naturaliza un tipo de relación entre una determinada variedad lingüística y un determinado estado de la sociedad.

### La autenticidad y el anonimato
En el marco de la ideología lingüística, se poden distinguir dos conceptualizaciones que sostienen la autoridad lingüística del mundo moderno en las sociedades occidentales: los sistemas ideológicos del anonimato, y la autenticidad. La autenticidad se atribuye principalmente a las lenguas minoritarias, mientras que el anonimato es una calidad universal atribuida a las lenguas dominantes. K. Woolard, desde la perspectiva de la etnografía lingüística, analiza las relaciones de estos conceptos y los cambios sufridos dentro del proyecto lingüístico nacional de la Cataluña contemporánea después de treinta años de autonomía política dentro de España. 
El anonimato se define como un cimiento ideológico de la autoridad política del público moderno. El público es entendido como un sujeto abstracto, una voz común o general. Este público logra el que se ha denominado “visión desde en ninguna parte”: una visión socialmente neutra, objetiva y anónima. Las lenguas hegemónicas basan su autoridad social en esta concepción, y el ciudadano que participa del discurso público usa una lengua estándar común, desarraigada y universalista.
Diferentes estudios sociolingüísticos han mostrado como el anonimato ha permitido consolidar la hegemonía de algunas lenguas dominantes. Por ejemplo, Joshua Fishman ha mostrado como en la sociedad americana del inglés es visto como una lengua no étnica de la que no se tiene una conciencia especial, y ha sido aceptada como una lengua aparentemente neutra que permite la movilidad social ascendente. Pierre Bourdieu analizó el proyecto lingüístico francés y lo extendió a otras lenguas dominantes. Bourdieu llama "mal reconocimiento" a la aceptación de la autoridad del anonimato por parte de la sociedad. Al reconocer la autoridad de la lengua dominante, se toma conciencia de la diferencia de poder entre los diferentes grupos sociales, y así la dominación lingüística convierte hegemónica.
La autenticidad se entiende como la expresión genuina de una entidad o de un “yo”. Este concepto nació en el romanticismo como reivindicación de otra forma de autoridad, diferenciada de la del público anónimo, basada en la autenticidad. La voz se define como auténtica, icónica de un espíritu, de una comunidad particular. La lengua tiene, pues, una función pragmática, es un entente, como un indicio social, que convierte en un tipo particular de la persona. Esta relación icónica entre lengua y persona es la esencia de la autenticidad.
La ideología de la autenticidad se asocia con las lenguas minoritarias y variedades no estándares. Junto a la voz pública y anónima, la llamada “voz de en ninguna parte”, se  encuentra la voz auténtica, profundamente arraigada, de la cual los hablantes son muy conscientes que son variedades “de algún lugar”. Mientras que las lenguas dominantes dependen y prosperan dentro del anonimato, las lenguas minoritarias dependen de la autenticidad para sobrevivir, en cuanto que sirven como recursos en redes sociales locales donde la reivindicación de una pertenencia en una comunidad es fuertemente aceptada.
Las investigaciones hechas por esta antropóloga lingüística muestran un cambio continuo en la disputa de las ideologías entre el catalán y el español, lejos de las preocupaciones sobre la autenticidad, y hacia las reclamaciones por el anonimato y el cosmopolitismo en la política electoral y los medios de comunicación.

## Obras
- 1989. Double Talk: Bilingualism and the Politics of Ethnicity in Catalonia. Stanford: Stanford University Press.[5]
- 1992. Identitat i contacte de llengües a Barcelona (Els Orígens). Barcelona: Edicions Magrana.[6]
- 1998. Language Ideologies: Practice and Theory (ed. B. Schieffelin i P. Kroskrity). New York: Oxford University Press.
- 2001.Languages and Publics: The Making of Authority. Manchester, UK: St. Jerome Publishing.
- 2013. “Catalan in the 21st century: Romantic publics and cosmopolitan communities” (amb S. Frekko). Intl. J. Bilingual Education and Bilingualism, núm. 16(2), p. 129-137.[7]

## Premios
- 2016: Premio Internacional Ramon Llull